# Сюаньє
Сюаньє́ (кит.: 玄燁, Xuányè; 4 травня 1654 — 20 грудня 1722) — імператор династії Цін (1661—1722). Представник маньчжурського  роду Айсін Ґьоро. Третій син Фуліня, онук Хуан Тайцзі, правнук Нурхаці. Проводив жорстоку централізацію управління. Сприяв розвитку науки та мистецтв, а також частковій вестернізації Китаю. У 1673–1681 роках придушив повстання трьох уділів, що було організоване етнічними китайцями. 1683 року завоював Тайвань. 1689 року остаточно вибив московитів з Приамур'я, яке перейшло династії Цін за Нерчинським договором. 1697 року, в результаті війни з Джунгарським ханством, приєднав Халху. 1720 року здійснив військовий похід до Тибету. Правив найдовше з усіх правителів Китаю — 61 рік. Його доба вважається «золотою добою» династії Цін. Девіз правління — Кансі.

## Імена
- Власне маньчжурською: Айшін-Гьоро Хьован'єй (маньчжурська: ᠠᡳᠰᡳᠨ ᡤᡳᠣᡵᠣ ᡥᡳᠣᠸᠠᠨ ᠶᡝᡳ, Aisin Gioro Hiowanyei)
- Власне китайською: Айсінь-Цзюело Сюаньє  (кит.: 愛新覚羅玄燁, Àixīnjuéluó Xuányè)
- Посмертне ім'я — Людяний; Імператор Жень (кит.: 仁帝; піньїнь: Réndì) — скорочене.

- Повне: Людяний імператор, який відповідно до волі Небес поширив удачу; просвітитель і воїн, розумний і проникливий; поміркований і скромний;  широкосердий і заможний; покірний батькам і шанобливий; добросовісний і доброчесний; той, хто досяг великих звершень (合天弘運文武睿哲恭倹寛裕孝敬誠信功徳大成仁皇帝, Hetian Hongyun Wenwu Ruizhe Gongjian Kuanyu Xiaojing Chengxin Zhonghe Gongde Dacheng)

- Храмове ім'я — Шенцзу (кит. трад.: 太祖; піньїнь: Shèngzǔ).
- Імпера́тор Кансі́ (кит. трад.: 康熙帝; піньїнь: Kāngxī-dì) — від девізу правління.